# نصیرآباد (کازرون)
نصیرآباد، روستایی است از توابع بخش مرکزی شهرستان کازرون در استان فارس ایران.

## موقعیت جغرافیایی و جمعیت
روستای نصیرآباد در دهستان بلیان قرار دارد.جمعیت این روستا ۴۵۰ نفر (۱۳۴ خانوار) است.